# Montée impossible
Pour les articles homonymes, voir hill-climbing.

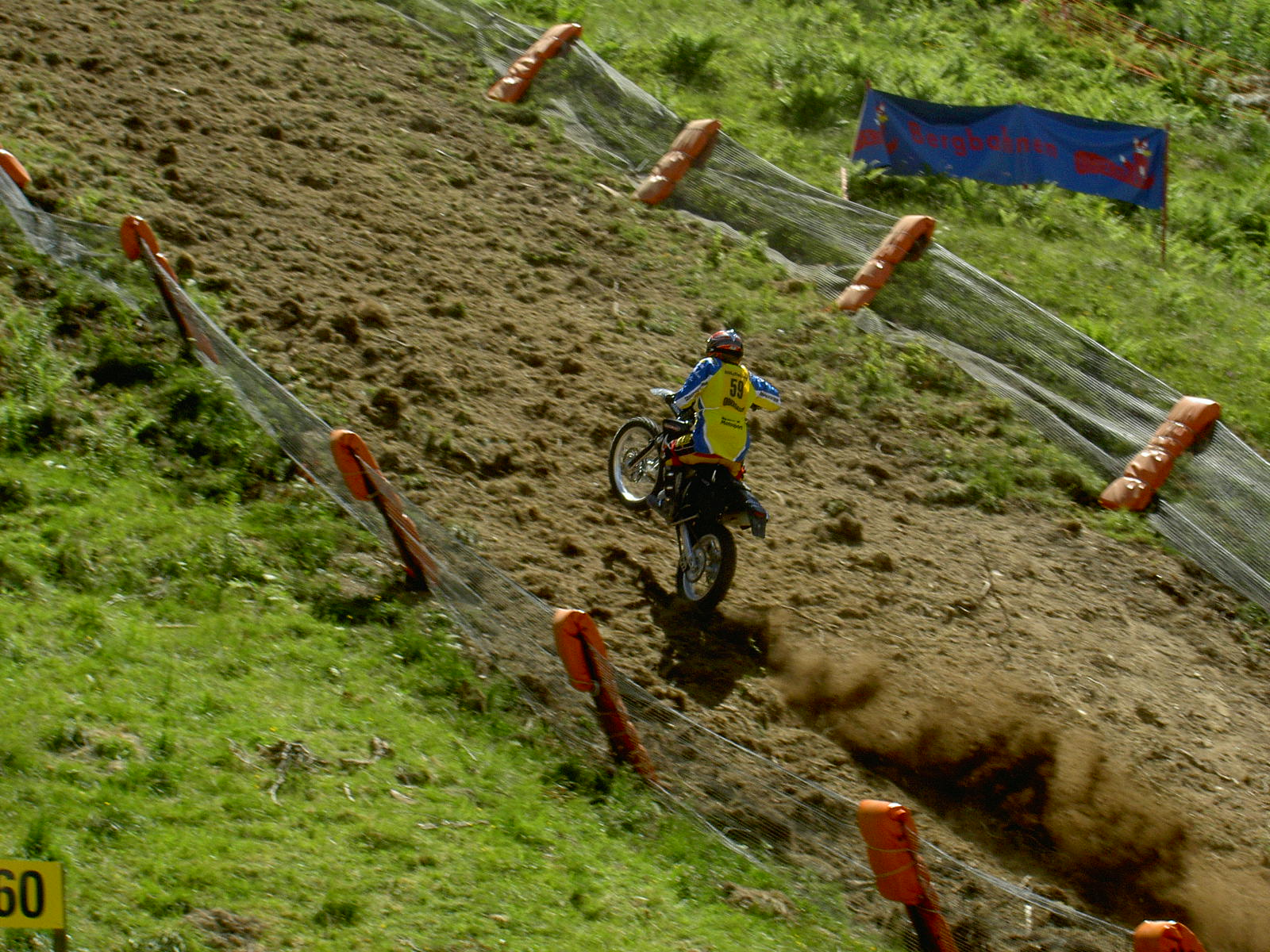
Épreuve de Obersaxen (Suisse)

La montée impossible (origine anglophone « Hill-Climbing ») est une course motocycliste individuelle où le compétiteur s'affronte à une côte naturelle, non revêtue, extrêmement difficile (plus de 45 % de dénivelé en général), ou réputée infranchissable. Le but est d'arriver au sommet le plus vite possible ou de monter le plus haut possible dans la pente. Les règlements sont très variables suivant les lieux et le plus souvent les engins utilisés sont des prototypes.
Ne pas confondre avec la course de côte (« Hillclimbing ») qui se déroule sur des routes traditionnelles en montée et où le temps est le seul discriminant. La montée impossible se rapprocherait plutôt du moto-cross.
Par extension, le concept peut s'appliquer à d'autres secteurs sportifs plus ou moins farfelus.

## Historique

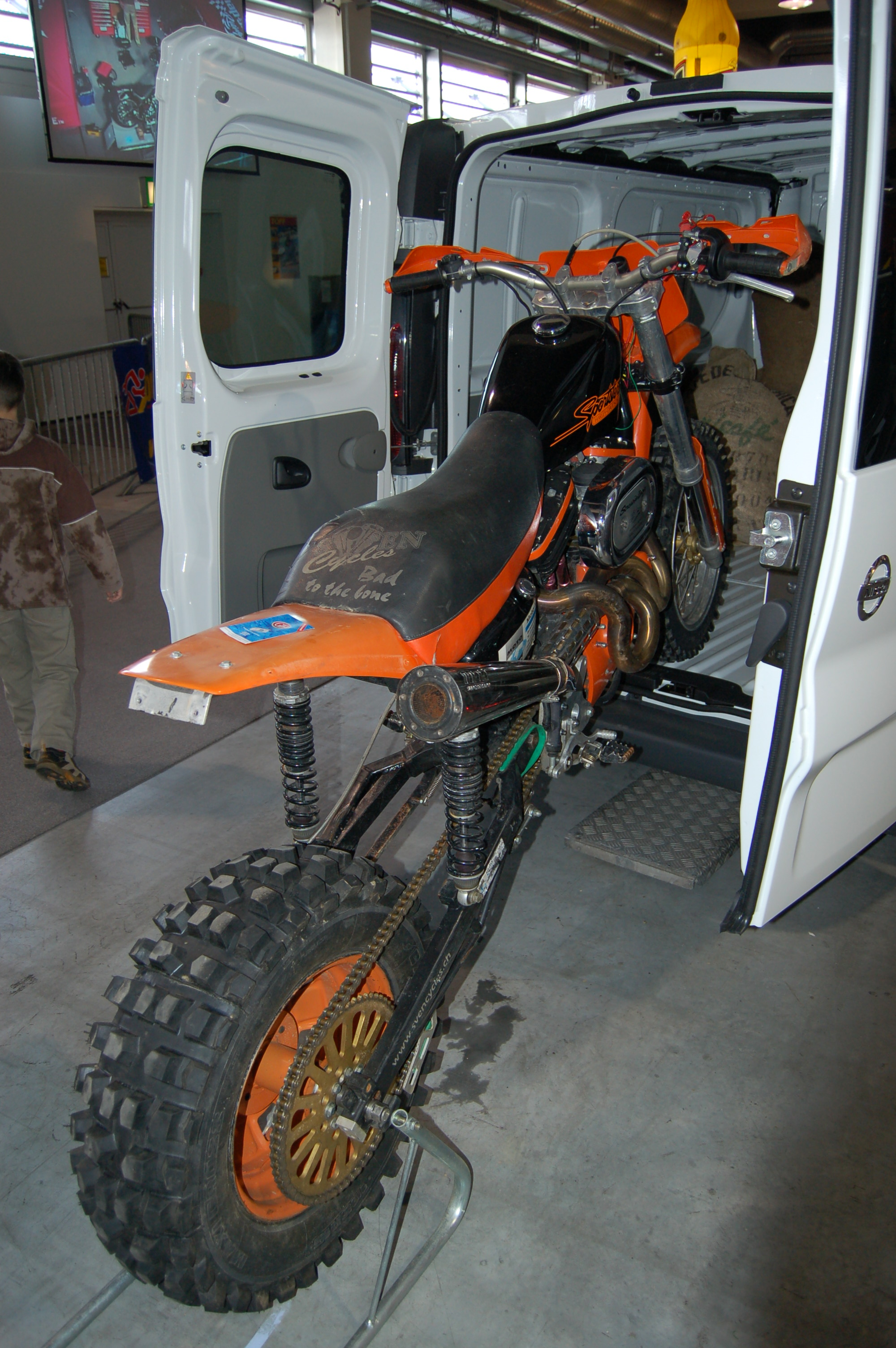
Une machine de Hill-Climbing

Cette compétition est née aux États-Unis dans les années 1900. Les marques naissantes de motos Harley-Davidson, Indian, Excelsior, utilisèrent les défis de franchissement de côtes pour tester leur production. La première manifestation connue de Hill-Climbing remonte au 30 mai 1903. Le NYMC (New York Motorcycle Club) organisa une épreuve à Riverdale Hill. Elle est réputée une des plus anciennes forme de compétition motocycliste.

## Éléments de règlement
- Le pilote conduit un deux-roues (parfois trois-roues en ligne) à moteur de grosse cylindrée ;
- Il ne peut pas se faire aider dans sa montée ;
- En cas de chute, c'est le niveau de la roue avant de sa moto immobilisée qui sert de point de mesure.

## Lieux réputés
- En France

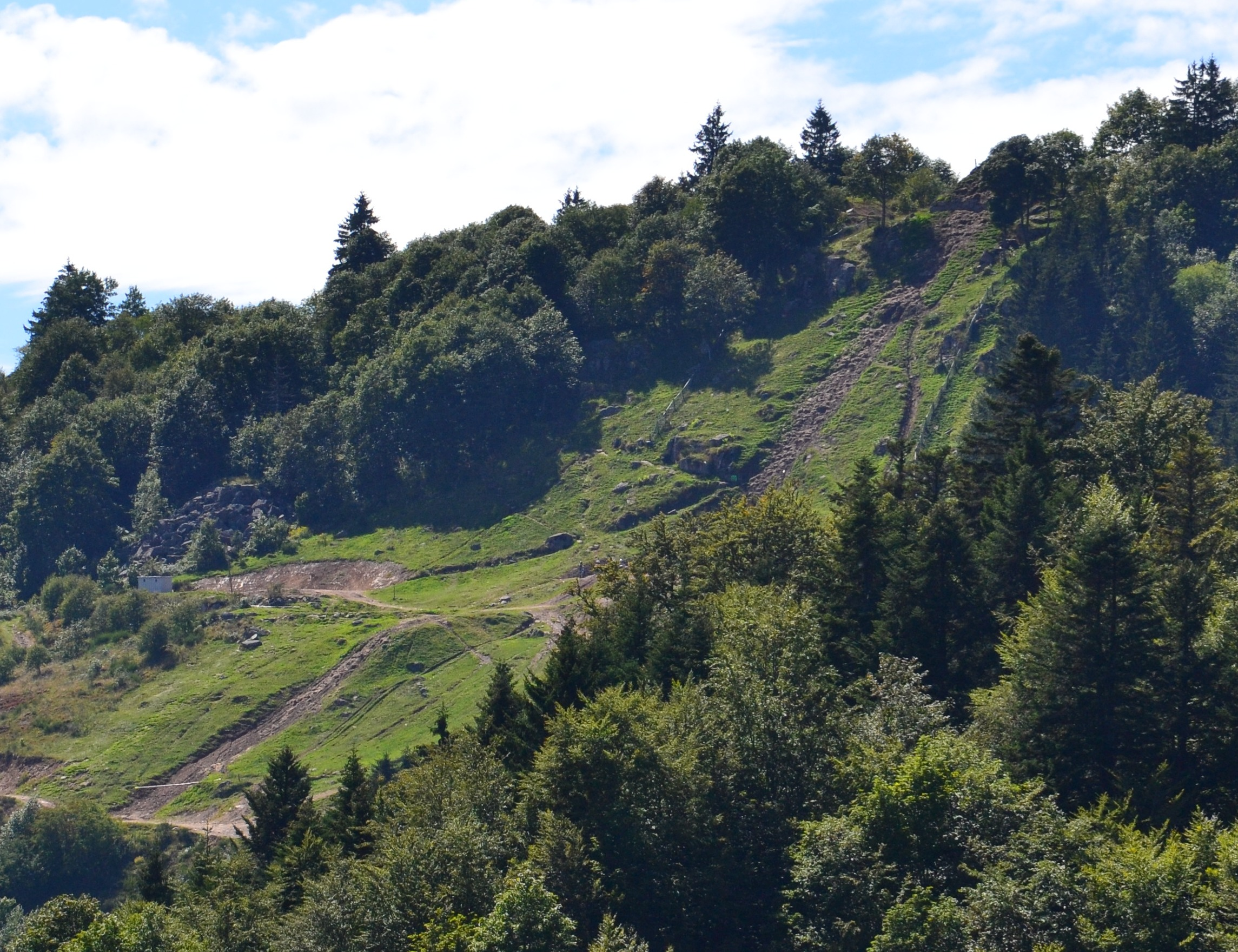
La piste de montée impossible du Moutier des Fées à La Bresse.

  - La montée d'Arette, commune située dans les Pyrénées-Atlantiques. Pionnière depuis 1984.
  - La montée de Lamure-sur-Azergues, commune située dans le Rhône
  - La montée impossible de Bernex, commune située en Haute-Savoie.
  - La montée impossible du Collet d'Allevard (Isère)
  - La montée impossible de La Bresse, commune du département des Vosges
  - La montée impossible de Muhlbach-sur-Munster, commune du département du Haut-Rhin. Création de la montée impossible en 2010.
- En Belgique
  - La montée d'Andler/Schönberg, commune située dans la Province de Liège, depuis 1999.
- En Autriche
  - L'épreuve organisée à Rachau, en Autriche, depuis 1995 et retransmise sur Eurosport fut l'une des premières à populariser la montée impossible en Europe.
- Aux États-Unis
  - Devil's Staircase Hillclimb à Dayton

## Compétitions officielles
- Le « Mondial de Montée impossible » se déroule à Decazeville en Aveyron, France.
- Une Fédération nationale de Hill-Climbing existe aux États-Unis, en France, ce sport, longtemps considéré comme folklorique, est en train de se réglementer et un championnat de France sous les auspices de la Fédération française de motocyclisme existe depuis peu[1][Quand ?].